# Комушевац
Комушевац је насељено место у саставу града Чазме у Бјеловарско-билогорској жупанији, Република Хрватска.

## Историја
До територијалне реорганизације у Хрватској налазио се у саставу старе општине Чазма.

## Становништво
На попису становништва 2011. године, Комушевац је имао 175 становника.

## Попис1991.
На попису становништва 1991. године, насељено место Комушевац је имало 243 становника, следећег националног састава:
| Попис 1991.‍ | Попис 1991.‍ | Попис 1991.‍ | Попис 1991.‍ | Попис 1991.‍ |
| ----------- | ----------- | ----------- | ----------- | ----------- |
|             |             |             |             |             |
| Хрвати      | Хрвати      |             | 242         | 99,58%      |
| непознато   | непознато   |             | 1           | 0,41%       |
| укупно: 243 |             |             |             |             |